# Winchester (Califòrnia)
Winchester és una concentració de població designada pel cens del Comtat de Riverside (Califòrnia, Estats Units d'Amèrica).

## Demografia
Segons el cens del 2000 tenia 2.155 habitants
, 741 habitatges, i 532 famílies. La densitat de població era de 117,4 habitants/km².
Dels 741 habitatges en un 32,5% hi vivien nens de menys de 18 anys, en un 54,9% hi vivien parelles casades, en un 10,5% dones solteres, i en un 28,2% no eren unitats familiars. En el 22% dels habitatges hi vivien persones soles el 9,4% de les quals corresponia a persones de 65 anys o més que vivien soles. El nombre mitjà de persones vivint en cada habitatge era de 2,91 i el nombre mitjà de persones que vivien en cada família era de 3,36.
Per edats la població es repartia de la següent manera: un 28,2% tenia menys de 18 anys, un 8,4% entre 18 i 24, un 26,1% entre 25 i 44, un 22,5% de 45 a 60 i un 14,8% 65 anys o més.
L'edat mediana era de 37 anys. Per cada 100 dones de 18 o més anys hi havia 98 homes.
La renda mediana per habitatge era de 33.472 $ i la renda mediana per família de 39.167 $. Els homes tenien una renda mediana de 26.354 $ mentre que les dones 28.021 $. La renda per capita de la població era de 15.028 $. Entorn del 9,7% de les famílies i el 13,8% de la població estaven per davall del llindar de pobresa.

## Poblacions més properes
El següent diagrama mostra les poblacions més properes.